# Carl J. Mellin
Carl Johan Mellin (* 17. Februar 1851 in Hagelbergs församling, Skaraborgs län; † 15. Oktober 1924 in Schenectady, New York) war ein schwedisch-amerikanischer Ingenieur und Erfinder.

## Leben
Von 1877 bis 1887 war Mellin nach technischen Studien und Werkstattpraktika als Schiffsmotoren- und Schiffskonstrukteur bei Robert Napier & Sons in Glasgow und bei Atlas in Stockholm beschäftigt. Er ließ sich 1887 in den Vereinigten Staaten nieder. Von 1894 bis 1902 war er Chefingenieur bei Richmond Locomotive Works in Richmond, Virginia und danach beratender Ingenieur bei den großen Lokomotivenwerkstätten von American Locomotive Company in Schenectady.

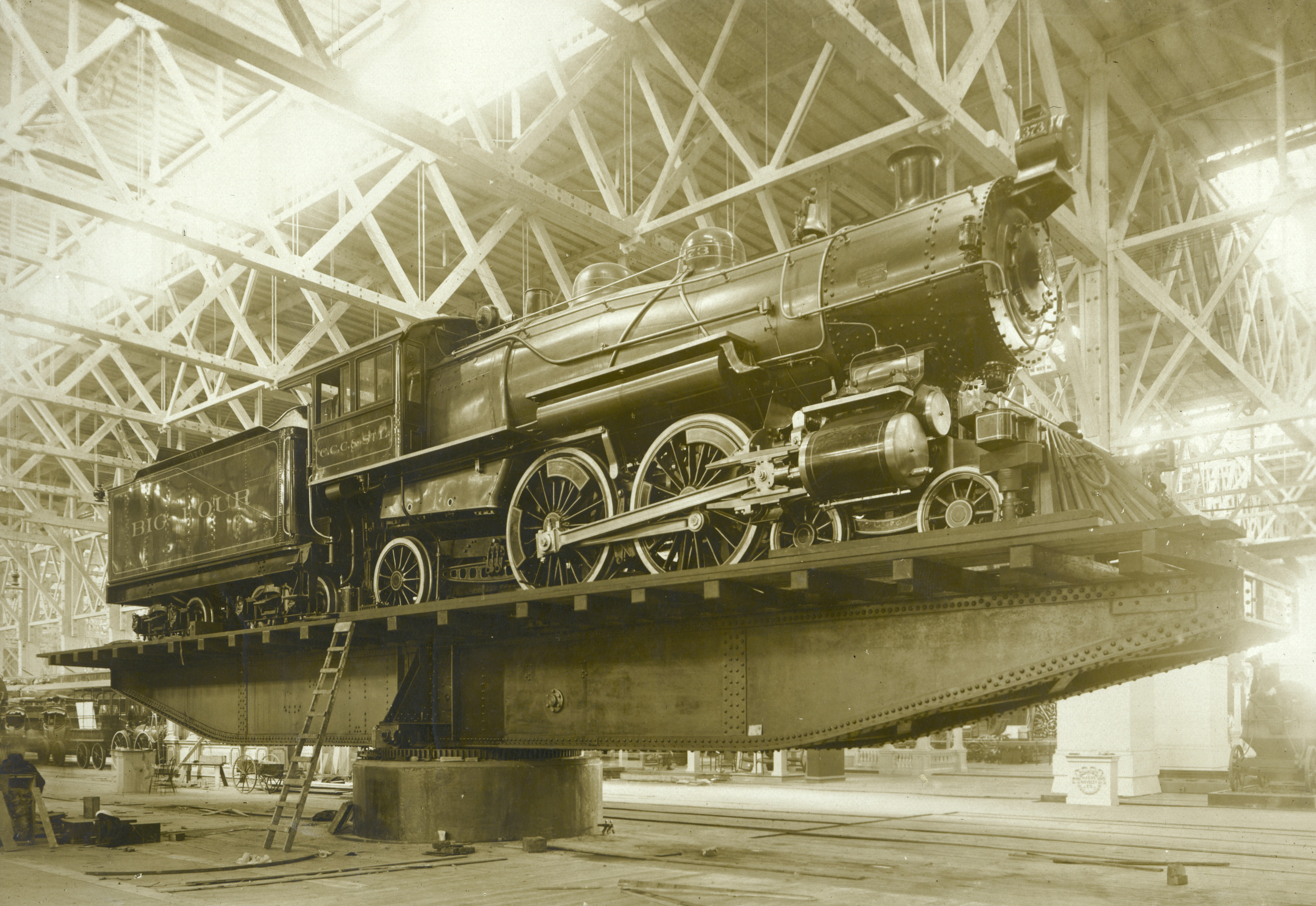
„The Spirit of the Twentieth Century“ auf der Weltausstellung

Mellin leitete das Konstruktionsbüro und Werkstätten für den Bau von Antriebsmaschinen für Schlachtschiffe der Vereinigten Staaten. Er ist jedoch hauptsächlich als Lokomotivkonstrukteur bekannt. Er entwarf „die größte Lokomotive der Welt“, die den Titel The Spirit of the Twentieth Century trug, 1904 auf der Louisiana Purchase Exposition (Weltausstellung in Saint Louis) ausgestellt wurde und eine Goldmedaille gewann.
Diese Lokomotive war Vorbild für andere ähnliche Bauarten, die dann auf dem amerikanischen Kontinent im Einsatz waren und hatte eine Zugkraft von etwa 52 und ein Gewicht von 230 Tonnen.
Mellin erfand zahlreiche Verbesserungen auf dem Gebiet des Maschinenbaus, darunter ein Umkehrventil, das bei der zuvor erwähnten Lokomotive verwendet wurde. Eingesetzt wurde dieses ferner bei der 1899 für die schwedischen Sveriges Statsbanor in den USA gekauften Baureihe T (III).

## Besonderes
Mellin wurde vom Marquis Who’s Who als bemerkenswerter Maschinenbauingenieur und Erfinder aufgeführt.